# ¡Anda, la cartera!

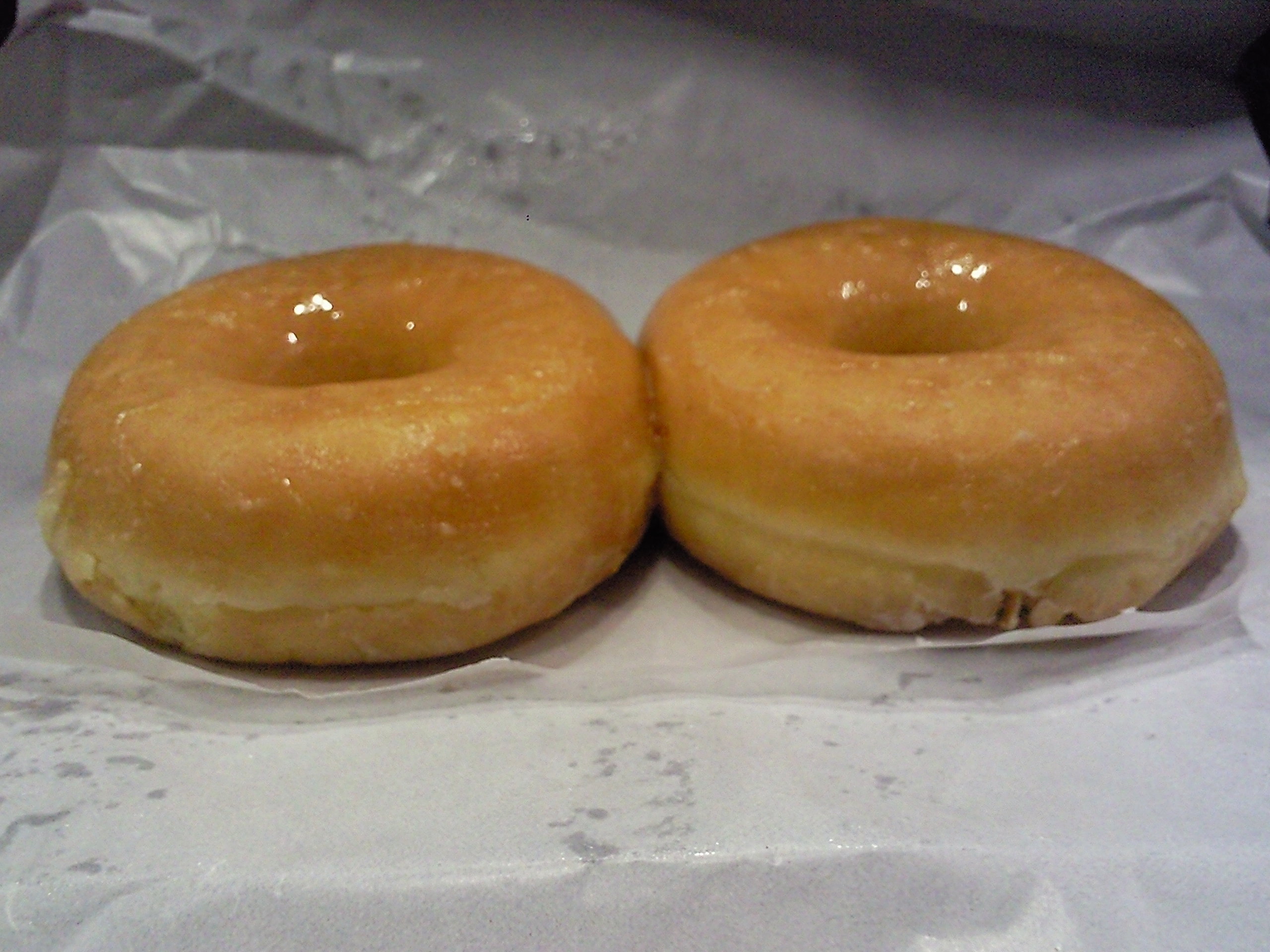
El donut: un ejemplo de bollería industrial, introducido en la repostería española en los años setenta gracias a campañas de marketing televisivo.

¡Anda, la cartera! es un anuncio emitido en la televisión de España durante la década de 1970 que abrió paso a una fuerte demanda del consumo de donuts entre la población joven. El anuncio fue patrocinado por Panrico en 1962.

## Anuncio
La publicidad mostraba un niño que se dirige al colegio (y para ir al colegio, según la publicidad, lo imprescindible es la mochila o cartera). El niño se sorprende de haber olvidado sus donuts. En otra escena se muestra el niño con un donut, pero acaba dándose cuenta de que se ha olvidado de la cartera. En resumen, según este anuncio, es que hay algo tan imprescindible como la cartera: los donuts.